# Shchuchie
Shchuchie (en ruso: Щу́чье) es una ciudad ubicada al oeste del óblast de Kurgán, Rusia —cerca de la frontera con el óblast de Cheliábinsk—, sobre la ladera este de los montes Urales, a 180 km al oeste de Kurgán, la capital del óblast. Su población en el año 2010 era de 10 900 habitantes.

## Historia
Se la conoce desde 1750 y obtuvo el estatus o categoría de ciudad en 1945.